# 川内追廻
川内追廻（かわうちおいまわし）は、宮城県仙台市青葉区の町丁。郵便番号は980-0863。人口は1人、世帯数は1世帯（2024年4月1日現在）。丁目の設定のない単独町名である。全域で住居表示が実施されている。旧仙台区川内追廻、仙台市川内追廻。
仙台城本丸および三の丸の東側崖下、広瀬川右岸にあり、面積は約7ha。大橋西詰付近に接続する1本の市道以外は袋小路となっている。1950年代には約600世帯、約4000人が住んでいたが、核家族化が進んだ平成に入る頃には600世帯弱ながら人口は約1/3まで減少した。2023年に全国都市緑化フェアが開催され、それと前後して最後の1軒となった住宅が解体された。その後も仙台市によって青葉山公園整備事業が進められている。

## 歴史

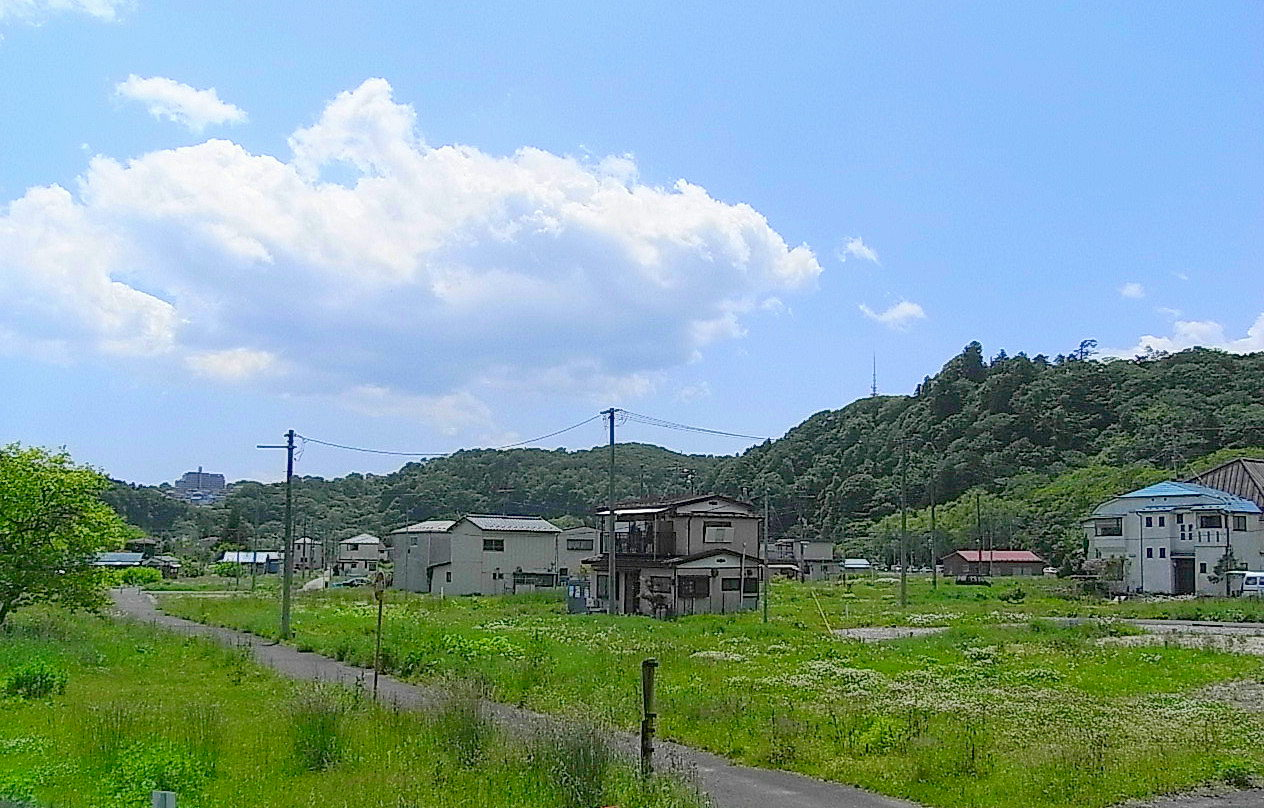
青葉山公園整備前の町内（2008年5月26日）

仙台城三の丸とは長沼を隔てた外側、広瀬川の内側にあたり、江戸時代には仙台城の防衛上重要な地であった。大橋の北西角にあたる北側が家臣の片倉家の仙台屋敷で、追廻はその南に続く南北に細長い地区であった。城に近い西側に馬場、その東隣に三つの厩、その隣に馬事にかかわる役人の屋敷が並んだ。
明治維新後、仙台城に第二師団が置かれると、建物が取り払われた。射撃場や練兵場、競馬場などとして利用された。1920年代には青葉軌道が長町駅から通町駅まで川内追廻を通って電車を引く計画を立てたが、実現しなかった。
第二次世界大戦後、国は戦争被災者のために国有地に応急住宅を整備した（追廻住宅）。事業主体だった住宅営団の解散後、住民は建物を買い取って生活を続けた。
一方、仙台市は1946年（昭和21年）に青葉山一帯を公園用地とする都市計画を決定し、国と仙台市の間で土地の移転交渉が続けられ、下水道や都市ガス、道路整備などの整備は見合わされた。しかし、1973年（昭和48年）から仙台市は住宅の新築や増改築を容認する方針をとり、1977年（昭和52年）には住宅金融公庫（現住宅金融支援機構）の一般融資が受けられるようになったため新規の居住者が増えて問題が複雑化した。
国と仙台市の土地移転交渉は難航し、住民は国に土地賃貸料を支払って居住を続けたが、2006年には大半の賃貸借契約の契約期間が満了した。2011年3月には集団移転先となる市営住宅が完成したが、一部住民は国に借地権の契約更新を求めて退去を拒否した。
2020年6月に国と仙台市は追廻地区を含む地域を市に対して2025年5月末まで無償で貸し出す契約を結び、2023年の全国都市緑化フェアのメイン会場となることが決定した。2022年9月には追廻住宅に残っていた最後の1軒が仙台市の補償に応じて移転に同意したことが発表された（ただし、国が遅延損害金を求めた訴訟が継続している）。
2023年2月に前述の最後の1軒が取り壊され、同年4月から6月には全国都市緑化フェアのメイン会場となった。それと前後して「仙臺緑彩館」がオープンするなど整備が進められている。

### 年表
- 1945年（昭和20年）
  - 7月10日、仙台空襲
  - 8月15日、終戦
  - 9月4日、「罹災都市応急簡易住宅建設要綱」が閣議決定。
  - 11月から翌年3月にかけて、進駐軍の接収を免れた大日本帝国陸軍第2師団用地の1つである追廻練兵場跡地において、住宅営団が賃貸用の応急簡易住宅を約620戸建設した（以下「追廻住宅」北緯38度15分22秒 東経140度51分35.5秒）[15]
- 1946年（昭和21年）
  - 11月11日、仙台市の戦災復興計画において、「追廻住宅」を含む当地（約22.5ha）が「仙台総合運動場」として都市計画決定（戦災復興院告示 第244号）[15][16][17]。
  - 12月23日、住宅営団が閉鎖機関に指定せられ、同時に解散（以降は清算法人）[18]。これにより住宅営団の賃貸住宅だった「追廻住宅」では、建物は入居者に払下げられ、国有地である土地は東北財務局が管理して入居者と賃貸契約を結んだ[15]。
  - 住民が公園計画を知らないまま建物を買い取らされたとして、公園計画に反対し「追廻住宅住民会議」を結成した[15]。
- 1952年（昭和27年）、住民が「追廻住宅親和会」を結成した[15]。
- 1953年（昭和28年）、「仙台総合運動場」が都市公園として開園[16]。
- 1955年（昭和30年）、「仙台総合運動場」を「青葉山公園」に名称変更（建設省告示 第1293号）[16]。
- 1957年（昭和32年）、「青葉山公園庭球場」（北緯38度15分11.9秒 東経140度51分32.3秒 / 北緯38.253306度 東経140.858972度）開設[16]。同球場に至るためには必ず「追廻住宅」を通過しなくてはならず、一般市民が日常的に来街するようになった。
- 1963年（昭和38年）、仙台市から3つの解決案が提示されたが、追廻住宅親和会は拒否した[15]。
- 1996年（平成8年）11月、「青葉山公園基本計画」策定[16]。
- 1997年（平成9年）7月、「青葉山公園整備事業」認可（宮城県告示 第842号）[16][19]。
- 2005年（平成17年）10月、仙台市が追廻の地元町内会に、最終的な移転候補地として宮城野区新田地区を提示した[19]。
- 2006年（平成18年）
  - 5月、追廻の地元町内会が総会で集団移転を決定（ただしこの時点で、11区画は立ち退きに同意していない）[19]。
  - 9月30日、国と住民との間の借地契約が終了[6]。
- 2008年（平成20年）2月6日、追廻からの集団移転先として、東北農政局宮城野庁舎に隣接する「仙台政府倉庫（運用期間：1936年 - 2005年3月[20]）」の敷地（宮城野区新田、北緯38度16分41.3秒 東経140度55分27.7秒）を仙台市が取得し、倉庫を取り壊して市営住宅を建設することになった[19]。
- 2009年（平成21年）3月、国・市・住民により、追廻の土地の明け渡し期限についての合意が成立[6]。
- 2011年（平成23年）
  - 3月11日、東北地方太平洋沖地震（東日本大震災）発生。
  - 5月31日、追廻の土地の明け渡し期限[6]。
  - 6月7日、土地明け渡し期限を過ぎて1週間経つ同日時点で、8世帯が移転を拒否して住み続けていた[6]。
- 2015年（平成27年）居住しているのは3世帯のみと報じられる[8]
- 2022年（令和4年）
  - 9月1日、追廻住宅に残っていた最後の1世帯が仙台市の補償に応じて移転に同意したと報じられる[13]。
- 2023年（令和5年）
  - 2月 最後の1軒となった住宅が解体[11]
  - 4月 - 6月 全国都市緑化仙台フェア開催
  - 11月3日、展覧会「自治とバケツと、さいかちの実－エピソードでたぐる追廻住宅－」開催（主催：せんだいメディアテーク）。

## 世帯数・人口
| 年     | 世帯数   | 人口     |
| ------ | -------- | -------- |
| 1989年 | 593 世帯 | 1,471 人 |
| 1990年 | 577 世帯 | 1,414 人 |
| 1991年 | 567 世帯 | 1,387 人 |
| 1992年 | 568 世帯 | 1,362 人 |
| 1993年 | 551 世帯 | 1,313 人 |
| 1994年 | 527 世帯 | 1,245 人 |
| 1995年 | 518 世帯 | 1,184 人 |
| 1996年 | 484 世帯 | 1,098 人 |
| 1997年 | 453 世帯 | 1,004 人 |
| 1998年 | 374 世帯 | 787 人   |
| 1999年 | 309 世帯 | 650 人   |
| 2000年 | 261 世帯 | 536 人   |
| 2001年 | 221 世帯 | 454 人   |
| 2002年 | 198 世帯 | 395 人   |
| 2003年 | 178 世帯 | 355 人   |
| 2004年 | 166 世帯 | 326 人   |
| 2005年 | 145 世帯 | 275 人   |
| 2006年 | 110 世帯 | 207 人   |
| 2007年 | 84 世帯  | 159 人   |
| 2008年 | 72 世帯  | 138 人   |
| 2009年 | 67 世帯  | 秘匿措置 |
| 2009年 | 66 世帯  | 秘匿措置 |
| 2010年 | 65 世帯  | 秘匿措置 |
| 2010年 | 64 世帯  | 秘匿措置 |
| 2011年 | 57 世帯  | 102 人   |
| 2011年 | 13 世帯  | 24 人    |
| 2012年 | 11 世帯  | 秘匿措置 |
| 2012年 | 8 世帯   | 16 人    |
| 2013年 | 8 世帯   | 秘匿措置 |
| 2013年 | 8 世帯   | 秘匿措置 |
| 2014年 | 8 世帯   | 秘匿措置 |
| 2014年 | 7 世帯   | 秘匿措置 |
| 2015年 | 6 世帯   | 秘匿措置 |
| 2015年 | 6 世帯   | 秘匿措置 |
| 2016年 | 秘匿措置 | 秘匿措置 |
| 2016年 | 秘匿措置 | 秘匿措置 |
| 2017年 | 5 世帯   | 8 人     |
| 2017年 | 4 世帯   | 5 人     |

- 秘匿措置が採られている統計値は、グラフ上において0で示す。

住民基本台帳 世帯数（各年10月1日現在）
各年10月1日の世帯数の前年比（2015年まで）
住民基本台帳 人口（各年10月1日現在）

## 主な施設
- 青葉山公園
  - 仙臺緑彩館
  - 残月亭（茶室）
  - 伊達政宗胸像
  - 青葉山公園庭球場（テニスコート）
  - 追廻住宅ふるさとの碑